# Ausgleichsströmung
Eine Ausgleichsströmung oder Kompensationsströmung ist eine horizontale Luftströmung, die durch Temperaturunterschiede verursacht wird. 
Aufsteigende erwärmte Luft wölbt Druckflächen über dem sich erwärmenden Gebiet auf. Dies führt zu einem Massenabfluss nach oben. Der resultierende Druckabfall am Boden verursacht die Bildung eines flachen Tiefs. Die über kühleren Gebieten absinkende Luft lässt dort am Boden ein Hochdruckgebiet entstehen. Damit kommt eine Zirkulation in Gang, die in den unteren Schichten mittels der Ausgleichsströmung einen Druck- und Wärmeausgleich vom Hoch zum Tief bewirkt.
In der Meteorologie sind Ausgleichsströmungen die Hangwinde, Teile der periodischen Windsysteme (Berg- und Talwind, Land- und Seewind, Monsun) und der Passat. In Häusern entsprechen der Luftzug beim Öffnen eines Fensters und der Flurwind einer Ausgleichsströmung. 